# Legge empirica
La legge empirica è una legge fisica basata sull'osservazione.

## Richiami storici e filosofici
La fisica, come tutte le scienze empiriche, si fonda sulla convinzione che davanti a noi esiste una realtà materiale indipendente che possiamo conoscere, nel senso che possiamo descriverla, spiegarne il comportamento e operare su di essa. Si tratta di un assioma di carattere metafisico che assume una connotazione realista, essendosi totalmente abbandonato un certo materialismo estremo ottocentesco, che peraltro sopravvive ai nostri giorni, in una forma molto meno ingenua, che tiene conto del progresso delle scienze.
Si assume che la nostra conoscenza della natura derivi solo e soltanto dall'osservazione, che è poi la posizione conclamata da Galileo Galilei il quale, peraltro, sosteneva la necessità della ragione sia per elaborare l'osservazione, sia per guidare nuove osservazioni. Galilei sapeva peraltro benissimo che il solo
ragionamento, senza il supporto dell'osservazione, può condurre ad affermazioni non verificabili e quindi prive di senso. La battaglia contro la falsità di sistemi puramente pensati e sviluppati senza conferme osservazionali, è stato il leitmotiv della sua vita.

## Approccio empirico
Nel corso delle osservazioni si ricavano descrizioni di oggetti e altri fenomeni che non variano a distanza di tempo e di spazio, che possono venire scambiate fra osservatori diversi e sulle quali tutti si trovano in accordo. Questo significa che, a meno di dettagli che gli osservatori concordano nel non ritenere importanti, tali osservazioni, gli oggetti osservati e i loro comportamenti sono invarianti rispetto a spostamenti nel tempo e nello spazio sia degli oggetti che vengono osservati sia dei loro osservatori. Per esempio, un osservatore in Italia e uno in Cina si trovano a descrivere nel
medesimo modo il comportamento di un sasso che cade a terra, con differenze molto piccole, trascurabili, quando si cambiano forma, dimensioni e peso del sasso, si sta in riva al mare o si sale su una montagna. 
La ripetizione di tali osservazioni da parte di molti osservatori, in molti ambienti diversi e lontani e in tempi pure molto diversi contribuisce a dare fiducia all'idea che il comportamento osservato sia assolutamente invariante e quindi corrisponda a verità l'affermare che sempre e dovunque accadano le medesime cose, naturalmente nelle medesime situazioni.
A ben pensarci, le invarianze rispetto a traslazioni nel tempo e nello spazio hanno un carattere ancora più fondamentale delle osservazioni stesse poiché sono essenziali perché l'uomo possa conoscere il comportamento della natura: infatti, se il sasso cadesse in maniera diversa da un giorno all'altro e da un luogo all'altro, o per due osservatori posti l'uno di fronte all'altro, ci troveremmo a vivere in un mondo aleatorio, nel quale non sarebbe possibile
alcuna conoscenza e, tanto meno, trovare accordo fra osservatori. L'invarianza dei fenomeni e delle loro descrizioni fatte da osservatori diversi, comunque
disposti nel tempo e nello spazio e pure, almeno entro certi limiti, in moto l'uno rispetto all'altro è quindi una precondizione essenziale della conoscenza. Il consenso sulle descrizioni ci assicura della sincerità dei nostri sensi e degli strumenti di misura utilizzati, che vanno considerati come un prolungamento del sistema sensorio. Talune osservazioni conducono a formulare delle generalizzazioni, che chiamiamo leggi empiriche. Un esempio banale: l'erba fresca è verde. Supponendo di aver definito in precedenza i concetti di erba, fresco e verde, vi è accordo generale sull'affermazione sopra riportata e quando qualcuno parla di un prato possiamo andare a verificare che è vera. Nel contesto dell'empirismo, “vero” significa essenzialmente verificabile e non in contrasto con altre osservazioni.

## Leggi qualitative, comparative, e quantitative
Le leggi possono avere semplicemente un carattere qualitativo, come nel caso appena accennato, il che lascia spazio a non poche ambiguità. Sappiamo tutti, infatti, che esistono moltissimi verdi e, per una conoscenza meglio delimitata, dovremmo trovare il modo di definire le diverse tonalità di tale colore, il che richiede delle misure.
Accanto alle leggi qualitative vi sono delle leggi comparative. Si tratta di leggi semiquantitative, in quanto presuppongono qualche valutazione quantitativa, qualche misura. Per esempio, il dire che un blocco di sughero galleggia meglio di un identico blocco di legno duro, oppure che un'asta è tanto più flessibile quanto più è sottile presuppone una valutazione dell'altezza di emersione dei due blocchi o della forza necessaria per flettere l'asta. Con simili leggi non si va molto lontano, almeno in fisica, ma non bisogna sottovalutare la conoscenza qualitativa, importante nelle scienze biomediche: l'intero
sistema di classificazione linneiana dei vegetali, per esempio, si basa su valutazioni puramente qualitative e comparative.
Più importanti per le scienze “dure” sono le leggi quantitative. Queste stabiliscono delle relazioni quantitative fra le grandezze che sono misurate nel corso delle osservazioni come, per esempio, nella legge della caduta dei gravi di Galilei, secondo la quale il tempo di caduta è proporzionale alla radice quadrata dell'altezza dalla quale cade una massa qualsiasi. Queste leggi si ricavano dall'osservazione, correlando con metodi opportuni le misure effettuate ma, il più delle volte, sono anche ricavabili da conoscenze precedenti, utilizzando procedure logico-matematiche.